# كاريت تشونغ
كاريت تشونغ (الصينية: 張 名 雅 ، من مواليد 7 ديسمبر 1987) ممثلة كندية صينية، عارضة أزياء وملكة جمال سابقة تقيم في هونغ كونغ وتعمل تحت إدارة البث التلفزيوني المحدود (TVB). هي الفائزة بمسابقة ملكة جمال هونغ كونغ لعام 2012.

## نشأتها
كاريت تشيونغ ينحدر من فانكوفر، كولومبيا البريطانية. التحقت بمدرسة كيلارني الثانوية وحضرت من جامعة كولومبيا البريطانية في تخصص دراسات الأعمال الاقتصادية. تشيونج هي أيضا ابنة أخت منتج الدراما التلفزيونية تي في بي ألفريد تشيونج كين تينج. قبل عودته إلى هونغ كونغ، عملت تشوينغ كمقدم لقناة تلفزيونية فيرتشيلد، وهي قناة تلفزيونية صينية في كندا.